# Tái tạo nội nha

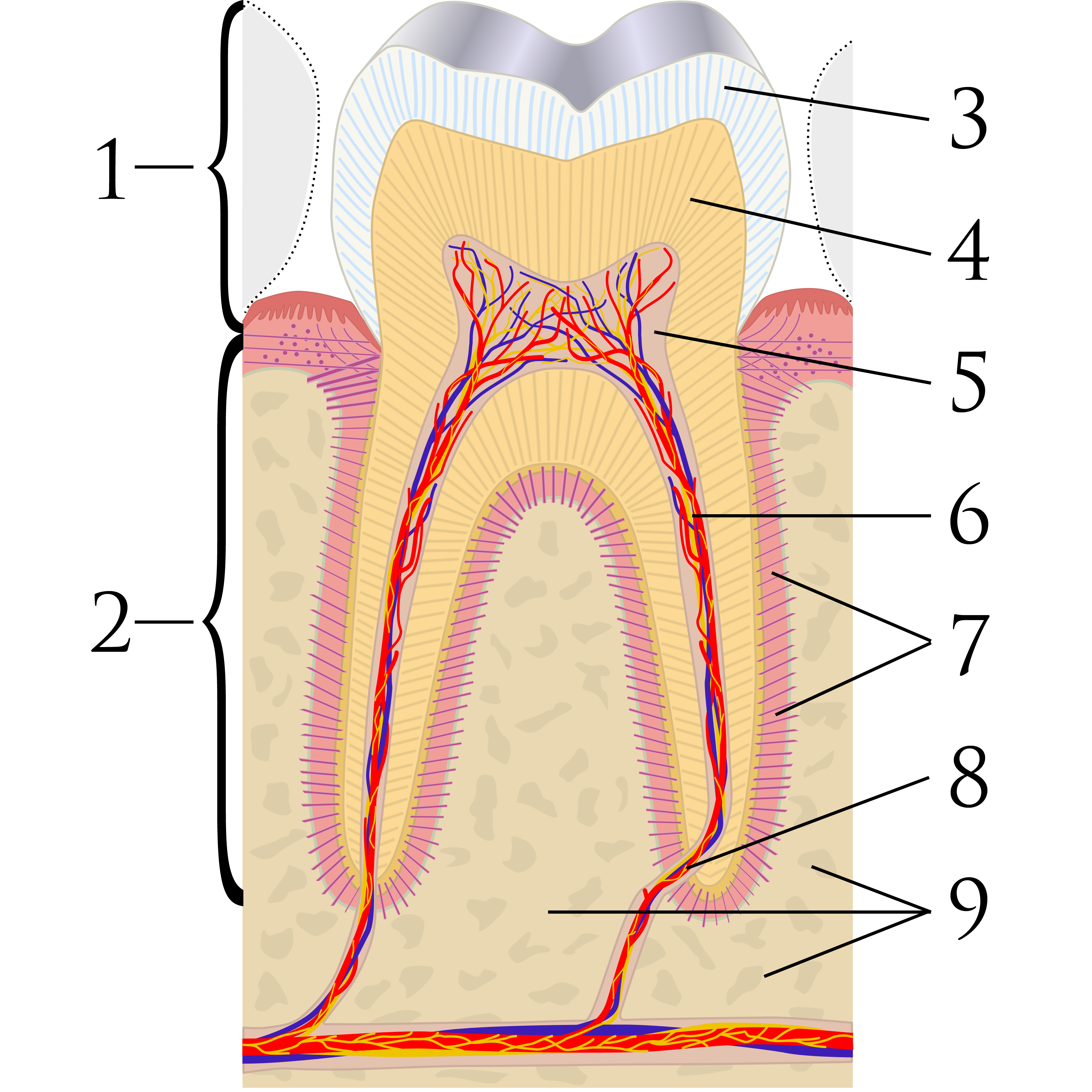
Mặt cắt ngang của răng: (1) mão răng (2) chân răng (3) men răng (4) tủy răng & ống ngà (5) tủy (6) mạch máu & dây thần kinh (7) dây chằng nha chu (8) đỉnh xương

Tái tạo nội nha là việc sử dụng các thủ tục dựa trên cơ sở sinh học được thiết kế để thay thế các cấu trúc răng bị hư hỏng như ngà răng, cấu trúc chân răng và các tế bào của tủy-ngà răng hoàn chỉnh. nha tái tạo là sự mở rộng của điều trị tủy. Điều trị tủy chân răng thông thường làm sạch và lấp đầy buồng tủy bằng vật liệu trơ về mặt sinh học sau khi phá hủy cấu trúc tủy hư hại do sâu răng, biến dạng bẩm sinh hoặc chấn thương. Thay vào đó, nội nha tái sinh tìm cách thay thế mô sống trong buồng tủy. 

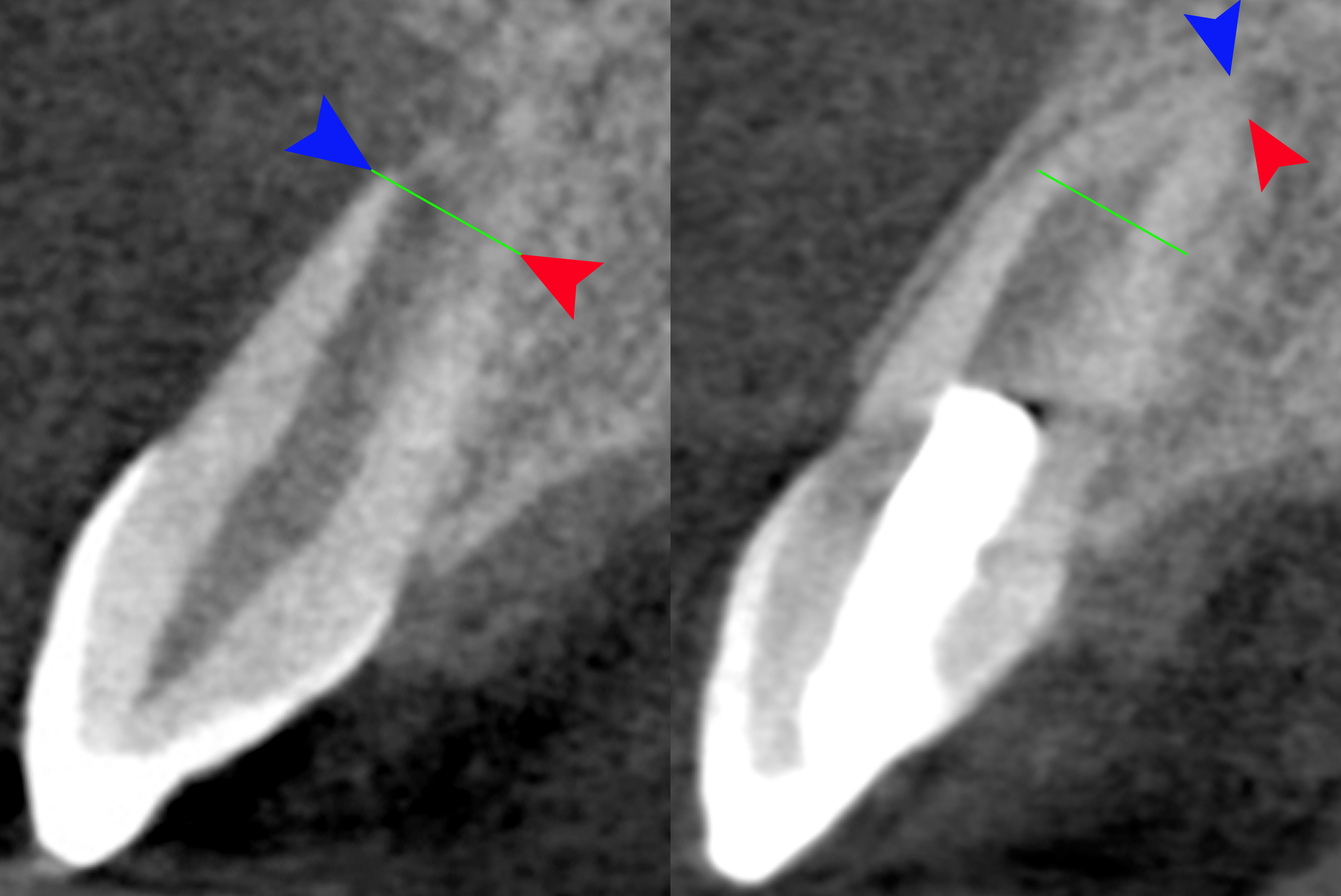
Tái tạo nội nha ở trẻ 10 tuổi với tủy hoại tử và hình thành rễ không hoàn chỉnh (trái) sau đó 1 năm sau điều trị. Khía cạnh của đỉnh (mũi tên màu xanh), khía cạnh vòm miệng của đỉnh (mũi tên đỏ) và đường hình thành gốc ban đầu (đường màu xanh lá cây)

Để thay thế mô sống, hoặc các tế bào hiện có của cơ thể được kích thích để tái tạo mô có nguồn gốc trong khu vực hoặc các hoạt chất sinh học được đưa vào buồng tủy. Chúng bao gồm liệu pháp tế bào gốc, các yếu tố tăng trưởng, hình thái, giá đỡ mô và hệ thống phân phối hoạt tính sinh học.
Liên quan chặt chẽ đến lĩnh vực tái tạo nội nha, là các thủ tục lâm sàng như apexization và apexogenesis. Khi tủy răng của một người trưởng thành đang phát triển chết, sự hình thành chân răng bị dừng lại để lại một đỉnh răng mở. Cố gắng hoàn thành kênh gốc trên một chiếc răng với một đỉnh mở là khó khăn về mặt kỹ thuật và tiên lượng lâu dài cho răng là kém.
Apexogenesis, (có thể được sử dụng khi tủy bị tổn thương nhưng không hoại tử) để lại một phần ba của tủy răng trong răng cho phép chân răng hình thành hoàn chỉnh. Apexization, kích thích các tế bào trong khu vực quanh răng của răng để tạo thành một chất giống như ngà răng trên đỉnh. Cả hai đều cải thiện tiên lượng lâu dài cho một chiếc răng hình thành trên ống chân răng một mình.
Tủy bị hoại tử và đỉnh mở có thể được hồi sinh với fibrin giàu tiểu cầu.

## Nghiên cứu
King College London xuất bản vào tháng 1 năm 2017 về tái tạo nội nha với bọt biển collagen chứa đầy glycogen synthase kinase (GSK-3).